# بوداخوو
بوداخوو (به لهستانی: Budachów}} یک روستا در لهستان است که در گمینا بتنگتسا واقع شده‌است. بوداخوو ۷۰۰ نفر جمعیت دارد.